# Voer Herreds Pastorat
Voer Herreds Pastorat er et pastorat i Horsens Provsti, Aarhus Stift med de seks sogne:
- Ørridslev Sogn
- Vedslet Sogn
- Kattrup Sogn
- Tolstrup Sogn
- Gangsted Sogn
- Søvind Sogn

I pastoratet er der seks kirker
- Ørridslev Kirke
- Vedslet Kirke
- Kattrup Kirke
- Tolstrup Kirke
- Gangsted Kirke
- Søvind Kirke

Sognepræster er pr. 2020 Troels Kirk Bering, Anne Marie Vrang Poulsen og Jytte Dueholm Ibsen.